# Felimare picta
Felimare picta, або гіпселодоріс пофарбований — вид морського слимака, який живе в теплих субтропічних водах, особливо навколо Середземного моря і Мексиканської затоки. Відомо 6 підвидів.

## Опис
Слимаки ці відносно невеликі, звичайно виростають приблизно до 20 сантиметрів, хоча найдовший з виявлених досягав 64 сантиметри. Хоч це і молюски, як равлики, але замість того, щоб використовувати раковини для захисту, у них є кілька інших хитрощів. Зокрема, їх барвисті рукава, що виділяють кислоту.